# Straż sąsiedzka
Straż sąsiedzka (ang. The Watch, stary tytuł: Neighborhood Watch) – amerykańska komedia science fiction z 2012 roku w reżyserii Akivy Schaffera. Wyprodukowany przez 20th Century Fox.
Światowa premiera filmu miała miejsce 27 lipca 2012 roku, natomiast w Polsce odbyła się 21 września 2012 roku.

## Opis fabuły
Glenview w stanie Ohio. Evan Trautwig jest menedżerem w dużym supermarkecie, ale to zajęcie nie zaspokaja jego potrzeb działania na rzecz innych. Dlatego organizuje dla sąsiadów zajęcia sportowe, zakłada kółko ekologiczne i klub miłośników kultury hiszpańskiej. Wpada też na pomysł, że na jego zamkniętym osiedlu domków jednorodzinnych przydałaby się straż chroniąca mieszkańców przed złodziejami. Werbuje do niej znajomych: Boba, Franklina i Jamarcusa. Mężczyźni spotykają się, popijają piwo, strzelają do celu. Szyją sobie uniformy ozdobione płonącymi skrzydłami i głowami tygrysów, ale nie udaje im się zdobyć szacunku otoczenia. Dzieci obrzucają ich jajkami, policjanci wyśmiewają, a znajomi opowiadają sobie o nich dowcipy. Wszystko się zmienia, gdy podczas patrolu Evan i jego kumple znajdują tajemniczy zielony ślad, który prowadzi ich do kuli, emitującej światło.

## Obsada
- Ben Stiller jako Evan Trautwig
- Vince Vaughn jako Bob Finnerty
- Jonah Hill jako Franklin
- Richard Ayoade jako Jamarcus
- Rosemarie DeWitt jako Abby Trautwig

i inni